# Soros-ellenes kampány Magyarországon

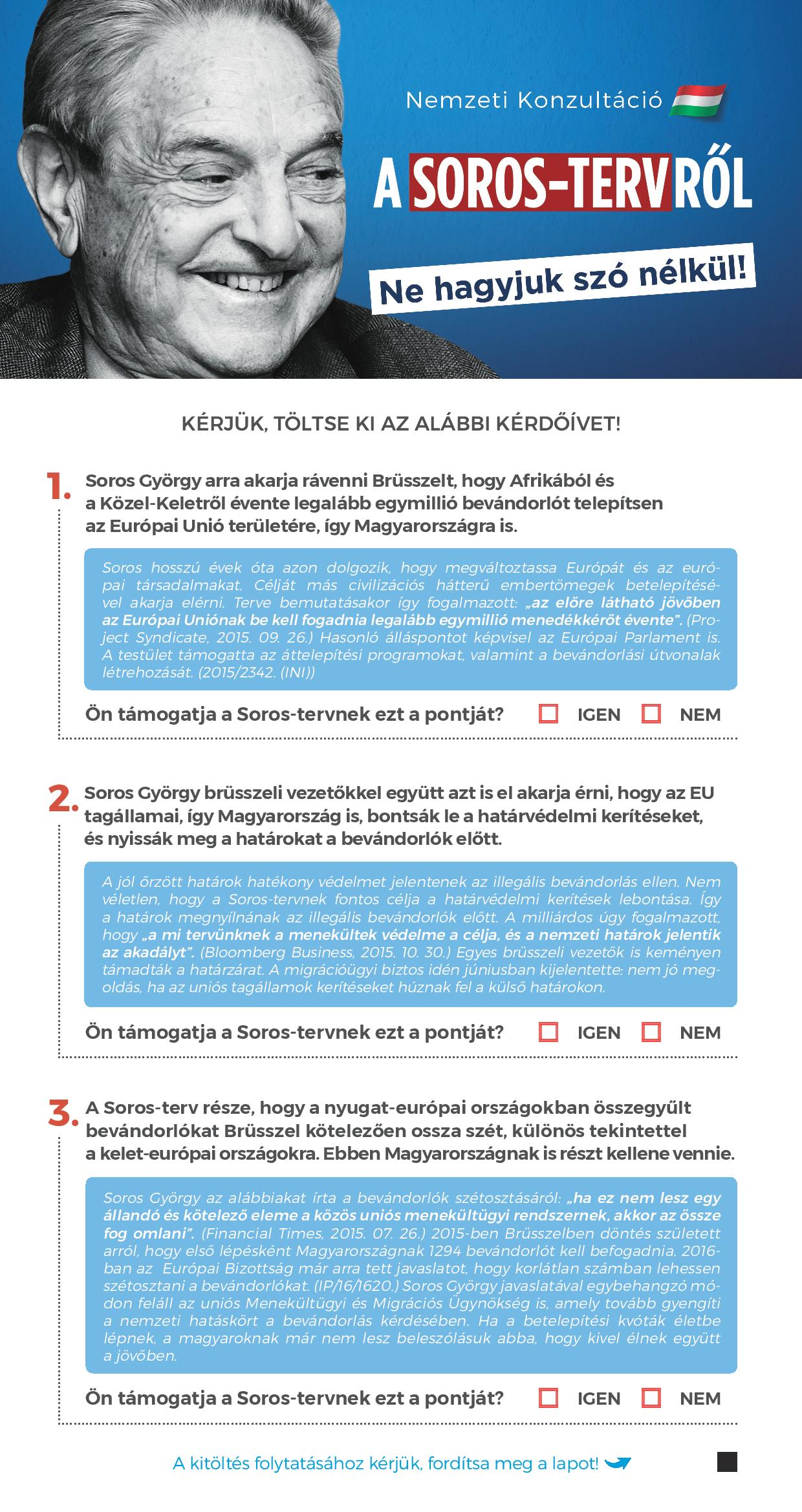
A Soros ellenes kampány Ne hagyjuk szó nélkül című kormányzati propagandakiadványa, amely nagyrészt Soros Györgynek angolul megjelent „A menekültügyi rendszer újjáépítése” (Rebuilding the Asylum System) című tervezetét tartalmazza magyar nyelven

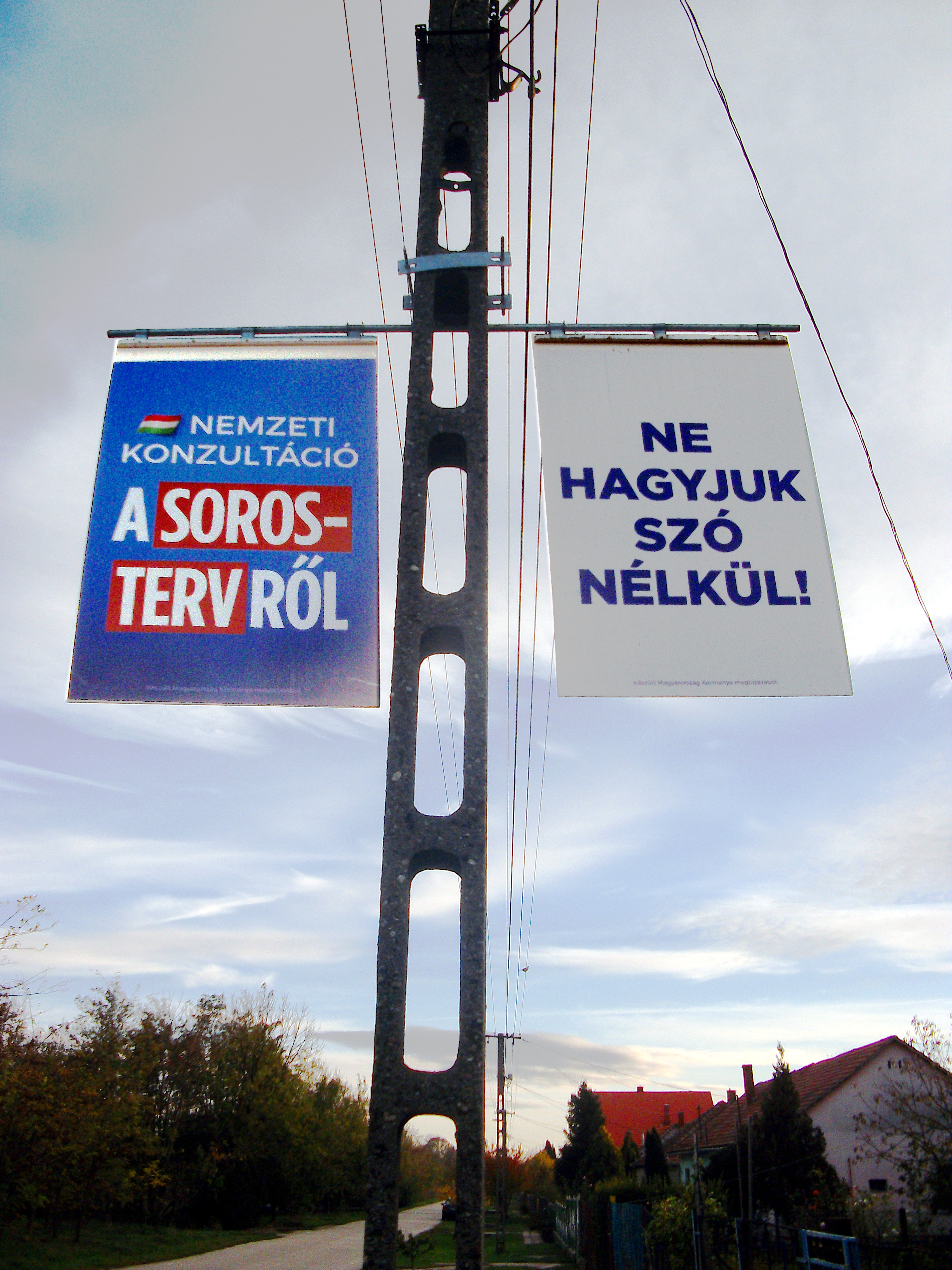
A fiktív Soros-tervvel riogató, Nemzeti konzultációt hirdető propagandaplakátok a Fejér megyei Zichyújfaluban

A Soros-ellenes kampány Magyarországon 2017-ben kezdődött. A Soros György tevékenysége elleni kampány kezdetén, 2017 elején a Soros György által támogatott szervezetek voltak a támadás célpontjai, később pedig konkrétan a Közép-európai Egyetem, mert a kormány az intézmény jogi személyiségét vitatta. Soros különböző lapokban és különböző időpontokban megjelent írásaiban megfogalmazta javaslatait az európai migrációs válság megoldására. Még 2015-ben Orbán Viktor is ismertette 6 pontban összefoglalt javaslatát a migrációs válság megoldására. Soros konkrét javaslatait a magyar kormányzat Soros-tervként aposztrofálta és elfogadhatatlannak ítélte. Ezt követően az üzletember 2017 júniusában egy brüsszeli gazdasági fórumon nyíltan bírálta a magyar kormányt és annak vezetőjét, Orbán Viktor magyar miniszterelnököt egy maffiaállam felépítőjének nevezte, míg azokat, akik a kormány lépései ellen 2017 tavaszán tiltakoztak, megdicsérte.
Az Orbán-kormány ezt követően indította el, néhány héttel később, a „Ne hagyjuk, hogy Soros nevessen a végén!” című Soros-ellenes kampányát az ország teljes területén elhelyezett óriásplakátokkal is. A plakátkampánnyal kapcsolatban a Magyarországi Zsidó Hitközségek Szövetsége annak a véleményének adott hangot, hogy a „mérgező üzenetek ártanak egész Magyarországnak” és arra kérte a kormányt, hogy intézkedjenek a kampány azonnali leállításáról, vonják vissza a plakátokat. A magyar miniszterelnök válaszlevelében a Soros György ellen hangoztatott vádjait fenntartva és megismételve, megtagadta a Mazsihisz vezetője kérésének teljesítését. A BBC News cikke szerint „sok zsidó attól fél, hogy nyílt vagy rejtett antiszemitizmus húzódik meg az akció mögött”. A Soros-ellenes kampányt kidolgozó Arthur J. Finkelstein és George E. Birnbaum tanácsadó páros utóbbi tagja 2019 elején úgy fogalmazott erről egy svájci lapnak: „A mi kampányunk senkit nem tett antiszemitává, aki azelőtt nem volt az. Legfeljebb mutattunk nekik egy új áldozatot, más nem történt”.
2017. július 12-én a Kormányzati Tájékoztatási Központ bejelentette, hogy az eredeti tervek szerint július 15-én lezárul a Soros György tevékenységével összefüggő plakátkampány. Más vélemények szerint a plakátkampányt a néhány nappal a bejelentés után kezdődő úszó-világbajnokság és a nemzetközi botrány miatt fejezik be, ugyanis annak gyűlöletkeltő felhangja a zsidóellenes náci propagandaplakátokat idézi.
A Soros-ellenes kampány egyes helyeken az antiszemitizmus szimbóluma lett a világban. 2017 augusztusában például a kínai hírügynökség illusztrálta a magyar kormány Soros-plakátjával az antiszemitizmusról szóló hírét.
A Soros György politikai szereplését folyamatosan bíráló és elítélő magyar kormányzati propagandakampány újabb állomására került sor, amikor 2017. szeptember utolsó napjaiban – több politikus szerint a választási kampány elemeként – újabb nemzeti konzultációt indított a magyar kormány. Ennek során az úgynevezett „Soros-tervről” kérik fel véleménynyilvánításra a kérdőív kitöltőit. A „Soros-terv” fogalma a kormány kommunikációjában nagyrészt Soros Györgynek „A menekültügyi rendszer újjáépítése” című tervezetén alapul és azon a feltételezésen, hogy ez a terv az EU menekültpolitikájában ölt közvetlenül testet. Ugyanakkor Navracsics Tibor szerint nem szerepel az Európai Parlament állampolgári jogi, bel- és igazságügyi bizottsága (LIBE) asztalán a Soros-terv.
Október 12-én a Jobbik feljelentette Soros Györgyöt alkotmányos rend erőszakos megváltoztatásának előkészülete, alkotmányos rend elleni szervezkedés, rombolás, hazaárulás és lázadás miatt. A párt indoklása szerint azért, hogy így bizonyosodjon be, a kormánypárti politikusok valóban létező és komoly veszélynek tekintik-e a Soros-tervet. Amennyiben a rendőrség mégsem rendeli el a nyomozást, akkor „...a kormánynak és Orbán Viktor miniszterelnöknek is papírja lesz arról, hogy amit tesznek, az hatalmas agymosás, hatalmas hazugság”. Egy fideszes politikus válasz helyett azt állította a Jobbikról, hogy egy Soros által támogatott párt. „Ez egy ilyen párt, azt tudom önnek mondani, aki az értelmes politikai vitát meglehetősen izzadságszagú, gatyaletoló politikai hekkeléssel akarja fölváltani. Mondjuk én nem tudom, hogy a Soros Györgytől származó támogatást, adott esetben pénzügyi forrásokat hogyan tudják majd fölhasználni, de ez legyen az ő gondjuk.” A Nemzeti Nyomozó Iroda több mint egy hónapig tartó nyomozás után november végén megállapította, hogy Soros György – a kormánypártok által mindig idézett írásaiban – a véleményét mondja el egy adott jelenség, konkrétan a migráció kapcsán, ez pedig „nem tekinthető erőszakos, fenyegetéssel járó cselekmény előkészületének”. Javaslatait elsősorban az EU-nak fogalmazta meg, így közvetlenül hazánkra nézve nincsenek utasításai sem. Vizsgálták azt is, hogy Soros György a migrációval összefüggésben buzdít-e másokat erőszakos, vagy azzal fenyegető magatartásra, ám eddigi publikációi nem vetik fel ilyen típusú bűncselekmény gyanúját. Az NNI annak kapcsán sem érezte indokoltnak, hogy nyomozást kezdjen arról, hogy Soros Györgynek köze lehet magyarországi tömegzavargások szervezéséhez, vezetéséhez is, szintén kizárta a hazaárulás gyanúját, amelynek lényege tulajdonképpen „Magyarország függetlenségének és területi épségének megsértése” lenne.
Az Iránytű Intézet által egy október közepén elvégzett közvéleménykutatás eredménye szerint a választópolgárok relatív többsége – 43%-a – szerint olyan, hogy 'Soros-terv' nem is létezik, és valamivel kevesebben vannak, – 39%-nyian – akik szerint létező veszély a kormányzati kommunikációban ismertetett és leírt terv. Még többen vannak – mintegy 57%-nyian, akik szerint a konzultációra nincsen szükség (30% szerint igen).
Jeszenszky Géza, az Orbán-kormány egykori amerikai és norvégiai nagykövete szerint „Soros-terv” nem létezik. Mind a Soros György elleni kampányt, mind a nemzeti konzultációt tragikomikusnak látja: 
„Soros Györgynek vannak változó elgondolásai, de azok az állítások, amiket a szájába adnak, hazugságok. Aki ezeket a rémmeséket elhiszi, az megtévesztés áldozata lesz.”
Október 20-án az Európai Parlament állampolgári jogi, bel- és igazságügyi bizottsága (LIBE) megszavazta a reformtervezetét, a közös uniós menekültügyi rendszerről szóló dublini szabályozás módosításáról, amelynek a lényege, hogy létre kell hozni egy állandó betelepítési rendszert, egy kötelező programot, felső létszámkorlát nélkül. Ezért a magyar kormány minden magyar embert újra megkért arra, hogy vegyen részt a nemzeti konzultációban és válaszoljon a kérdőíven feltett kérdésekre a „Soros-terv”-ről, amire szerinte azért van szüksége, mert a saját ellenzékének politikai támogatására nem számíthat céljai elérésében.
A döntést követően nyilatkozta Orbán Viktor magyar miniszterelnök, hogy ezzel megkezdődött a Soros-terv végrehajtása és a következőket fűzte hozzá: „Nem kevesebb van a puskacsőben, mint az a golyóbis, amely szerint ezentúl létrejönne Európában egy állandó, kötelező és felső határ nélküli szétosztási mechanizmus, vagyis egy kötelező betelepítési kvóta.” Kovács Zoltán kormányszóvivő szerint „a LIBE nem tesz mást, mint megmutatja, hogy mi is pontosan az, amit mi Soros-tervnek nevezünk.”
Október 20-án Kanász-Nagy Máté a Lehet Más a Politika pártszóvivője „kamunak”, azaz alaptalannak nevezte a nemzeti konzultációt, amely szerinte csupán a kormányzati propaganda része.
A Financial Times elemzője 2017. szeptember 18-án megjelent cikkében rámutatott, hogy Magyarország nem az egyetlen ország, ahol Soros-ellenes kampány folyik. 2017-ben Sorost megvádolták azzal is, hogy látszat-gáztámadást szervezett Szíriában, Trump-ellenes tüntetéseket pénzelt Washingtonban, megbuktatta Macedónia kormányát, aláásta az izraeli kormányfő pozícióját, és kirúgatott több, a Fehér Házban dolgozó tisztviselőt.
A Soros-ellenes kampánynak ebben a szakaszában október vége felé a Nézőpont Intézet közvélemény-kutatása szerint a felnőtt népesség csaknem kétharmada (64 százalék), és még az ellenzéki szimpatizánsok fele (50 százalék) is arra számít, hogy újra Orbán Viktor lesz a miniszterelnök.
2017. november 20-án Soros György honlapján egy magyar nyelvű közleményt jelentetett meg a magyar kormány nemzeti konzultációs kérdőívéről, amelyet kemény kritikával illetett: 
„Miközben Magyarország egészségügyi és oktatási rendszere aggasztó állapotban van és a korrupció mindent áthat, a jelenlegi kormány külső ellenséget kreál, hogy ezekről a problémákról elvonja állampolgárai figyelmét. A kormány Soros Györgyöt választotta ki erre a célra, és nagyszabású Soros-ellenes médiaháborút indított, amelynek költsége több tízmillió euróra rúg az adófizetők pénzéből, felszítja az iszlámellenes hangulatot és olyan antiszemita szófordulatokat használ, amelyek az 1930-as éveket idézik.” 

## Soros-szótár
A Soros-ellenes kampány keretében a magyar nyelvben 2015 után több mint 600 szóöszetétel keletkezett Soros György vezetéknevével. Ezek 2023 nyarán kötetben is napvilágot láttak.